# Salada niçoise
Salada niçoise (pronúncia em francês: [saˈlad niˈswaz], em occitano:  salada niçarda ou no dialeto niçardo: salada nissarda) é uma salada francesa com origem em Nice.  Tradicionalmente é feita de tomate, ovos cozidos, azeitonas niçoise e anchovas ou atum, temperado com azeite ou ainda, em algumas versões históricas, com vinagrete. Popular em todo o mundo desde o início do século XX, tem sido preparada e discutida por muitos chefes de cozinha. Delia Smith chamou-lhe "uma das melhores combinações de ingredientes para saladas alguma vez inventadas" e Gordon Ramsay disse que "deve ser a melhor salada de verão de todas".
Pode ser servida como uma salada principal ou como uma salada de entrada. O atum pode ser fresco cozinhado ou enlatado. Durante décadas, os tradicionalistas e os inovadores discordaram quanto aos ingredientes a incluir; os tradicionalistas excluem os legumes cozinhados. A salada pode incluir pimentões vermelhos, chalotas, corações de alcachofra e outros vegetais crus da estação. Vagem colhida na primavera, quando ainda está jovem e estaladiço, pode ser incluído. No entanto, a vagem cozida e as batatas são normalmente servidos em variações da salada niçoise que são populares em todo o mundo.

## Receita tradicional
A versão do prato que ficou conhecida em Nice, na França, ao final do século XIX era uma combinação básica de tomate, anchovas e azeite, descrita como "comida simples para gente pobre". Com o passar do tempo, outros ingredientes frescos e maioritariamente crus foram adicionados à salada servida na cidade de Nice. Uma receita de 1903 publicada em um livro chamado La Cuisine à Nice de autoria Henri Heyraud, incluía tomates, anchovas, alcachofras, azeite, pimentões vermelhos e azeitonas pretas, mas excluía o atum e a alface. O molho incluía azeite, vinagrete, mostarda e ervas finas.
Jacques Médecin, antigo prefeito de Nice e autor de livros de cozinha, era um estrito tradicionalista das saladas. Seu livro de receitas publicado em 1972, Cuisine Nicoise: La Cuisine du Comté de Nice, orientava que a salada fosse servida numa tigela de madeira esfregada com alho, e excluía os legumes cozidos: "Médecin escreveu que a salada deve ser feita "predominantemente de tomates" que devem ser "salgados três vezes e humedecidos com azeite". Foram adicionados ovos cozidos e anchovas ou atum enlatado, mas não ambos. Incorporava legumes crus como pepinos, alcachofras roxas, pimentões verdes, favas, cebolinhas, azeitonas pretas, manjericão e alho, mas excluindo o alface ou vinagre. Em sua coluna no jornal Financial Times, o chefe de cozinha Rowley Leigh, Médecin acreditava que a salade niçoise "era um produto do sol e tinha de ser vibrante com os sabores crocantes e doces dos legumes do Mar Mediterrâneo". Médecin ainda defendia a apresentação do prato como uma salada principal, comentando que "Como os vários ingredientes que compõem a salada niçoise são de cores vivas e contrastantes, podem ser dispostos de forma mais decorativa na saladeira".
Uma organização chamada Cercle de la Capelina d'Or, liderada durante muitos anos por Renée Graglia até à sua morte no ano de 2013, continua a protestar contra o desvio das receitas tradicionais locais. O grupo, que certifica os restaurantes em Nice, mantém-se fiel às normas da Médecin. Rejeita ingredientes comuns como a vagem e a batata, mas também inovações como a inclusão de milho doce, maionese, chalota e limão.
Em 2016, a chef francesa Hélène Darroze, galardoada com uma estrela Michelin, publicou em seu Facebook uma receita de salada niçoise que incluía batatas cozidas e vagem. De acordo com a jornalista Mathilde Frénois, a reação no Facebook foi rápida e hostil por parte dos "tradicionalistas". A versão da chefe Darroze foi considerada "um massacre da receita", um "sacrilégio" e uma violação das "tradições ancestrais" da salada. Foi avisada de que é "inovar perigoso".

## Variações

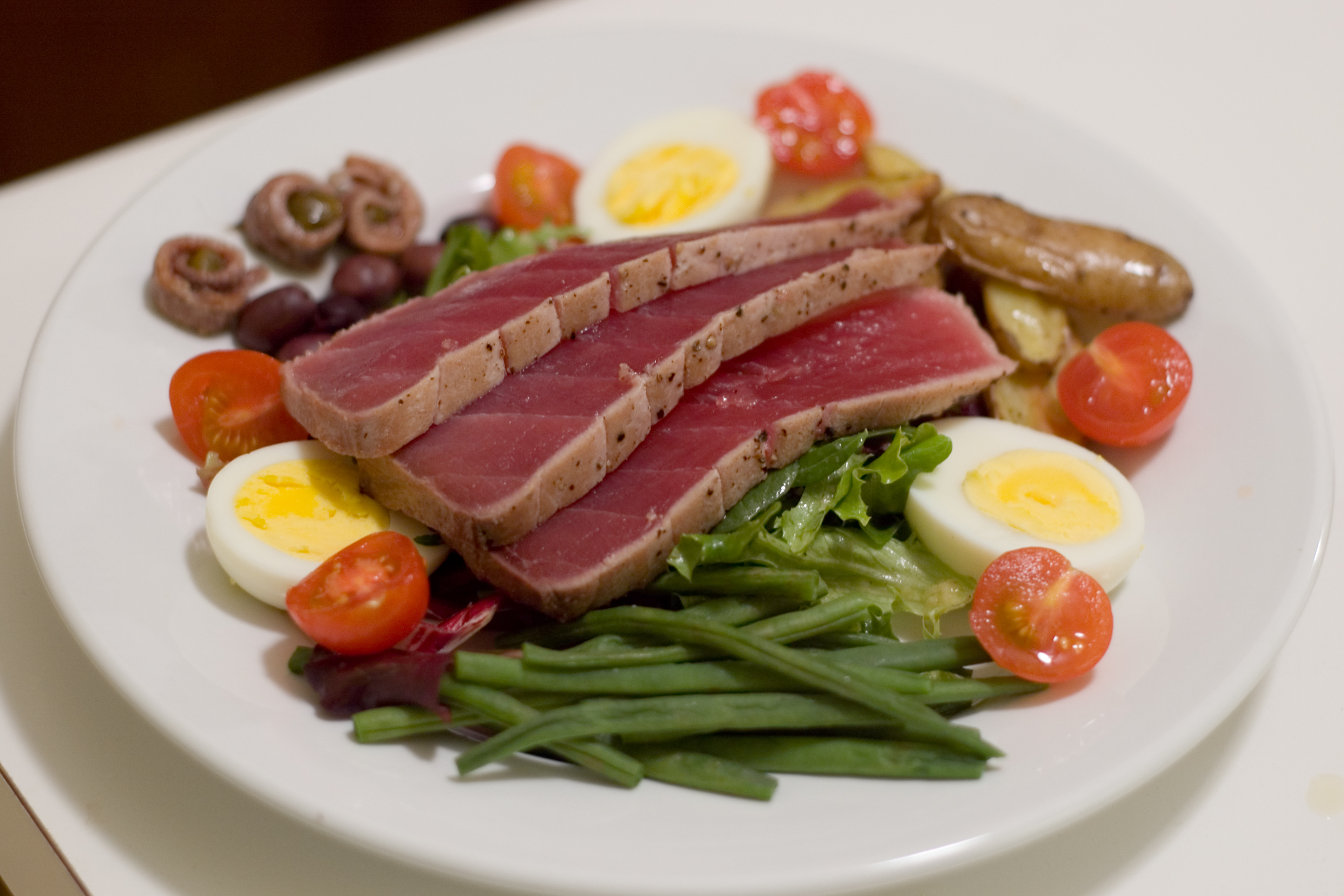
Salada niçoise.

A questão dos ingredientes adequados para uma salada niçoise tem sido objeto de debate e até de controvérsia. A chefe de cozinha britânica Nigella Lawson observou: "Todas as pessoas parecem ter uma opinião muito forte sobre o que deve ou não deve ir para uma Salade Niçoise". O chefe e autor de livros de cozinha Auguste Escoffier (1846–1935), nascido em  Villeneuve-Loubet, próximo de Nice, acrescentou batatas e vagem, uma inovação que continua a ser controversa como uma "ideia questionável" um século mais tarde.
Nos Estados Unidos, a Salade niçoise é conhecida desde, pelo menos, a década de 1920, quando um livro de receitas para chefes de hotel incluía duas variações. A primeira era vegetariana, temperada com maionese e incluía alface, tomate, batata, vagem e azeitonas recheadas com pimentão, enquanto a segunda versão era uma salada composta, incluindo os mesmos ingredientes, mais anchovas. O prato foi incluído no livro de receitas publicado em 1936, L'Art culinaire moderne do francês Henri-Paul Pellaprat, que foi traduzido pela primeira vez para os cozinheiros estadunidenses em  1966, como Modern French Culinary Art. A sua versão incluía batatas cozidas a frio e vagem cozido.
Uma versão estadunidense de 1941, do chefe de cozinha Louis Diat, da rede hoteleira The Ritz-Carlton Hotel Company, incluía anchovas, temperada com vinagrete e acrescentava alcaparras. O influente livro de receitas publicado no Estados Unidos em 1961, Mastering the Art of French Cooking, incluía uma receita que incorporava uma salada de batata, vagem, atum e anchovas e um molho vinagrete. A coautora do livro, Julia Child, posteriormente, demonstrou a receita no seu programa de televisão, The French Chef, em 1970.
Uma receita foi incluída no tratado enciclopédico sobre gastronomia Larousse Gastronomique organizado por Prosper Montagné, em 1938. A receita pedia "partes iguais de batatas cortadas em cubos e de vagem. Temperar com azeite, vinagre, sal e pimenta. Misturar com filetes de anchova, azeitonas e alcaparras. Decorar com tomates cortados em quartos". O chefe francês Paul Bocuse incluiu uma versão vegetariana da salada, guarnecida com cebola picada e cerefólio, na tradução britânica de 1977 de seu livro de receitas.
Uma variação de 1979 de autoria de Pierre Franey é chamada Salade Niçoise aux Poires d'Avocat. Franey escreveu: “Estou convencido de que se os abacates fossem nativos da Provença, teriam sido um ingrediente inevitável na célebre salada daquela região, a salada niçoise”. Esta versão também incluía cogumelos e azeitonas pretas e verdes.
No ano de 1984, Claudia Roden, defendeu a inovação do prato e observou que não existem uma, duas ou três versões de salada Niçoise – mas dezenas, dependendo do que estiver disponível”. No mesmo ano, o chefe estadunidense James Beard, criou uma versão que incorporava arroz para uma campanha publicitária do Uncle Ben's.
Em 1991, Jacques Pépin escreveu em um artigo para o jornal estadunidense The New York Times, que chamava a inclusão do atum enlatado de "escolha convencional" e recomendava o atum fresco salteado como "mais elegante". A crítica de culinária, Mimi Sheraton discorda, comentando: "Salada niçoise com atum fresco é uma farsa [...] se você gosta, está errado!".
Oito anos após sua coluna, em 1999, Pépin juntou-se a Julia Child em um programa de TV chamado, Julia e Jacques: Cooking at Lar. Cada um preparou uma salada que chamaram de “Perto de Nicoise”. A versão infantil era uma salada composta de atum e anchovas enlatados em azeite e vagem escaldada A versão de Pépin's foi composta por uma salada incluindo atum fresco refogado e batatas.
Muitos chefes desenvolveram diversas versões usando frutos do mar além de anchovas ou atum. Ina Garten, Jamie Oliver e Rachael Ray publicaram variações usando salmão como parte do prato. Bobby Flay publicou variações incorporando camarão e peixe-espada, ambos os quais ele descreve como "Nicoise" entre aspas. A chefe estadunidense Sara Moulton, também tem uma receita que incorpora camarão. Ao invés de um molho de salada convencional, ela utiliza molho de atum italiano. Uma grande variedade de frutos do mar pode ser usada em variações não tradicionais, como a do chefe Jay Harlow de São Francisco comentando: "A cavalinha e até peixes mais suaves como o bodião, o bacalhau ou o linguado também são deliciosos servidos desta forma, assim como as boas sardinhas enlatadas."
Nigella Lawson publicou uma receita rápida que substitui croûtons por batatas. Cat Cora publicou uma variação que apresenta a salada como um 'embrulho' para alface. Emeril Lagasse possui uma receita que utiliza um molho cremoso de parmesão à base de maionese, e incorpora lombo de atum albacora grelhado juntamente com azeitonas picholine, para além das tradicionais azeitonas pretas. Guy Fieri possui uma receita que incorpora cuscuz e cogumelos. Já o jornalista estadunidense Mark Bittman, tem uma variação que incorpora farro.

## Receitas notáveis
Muitos outros chefes de cozinha e escritores de gastronomia escreveram receitas que tornaram-se notáveis para o prato. Entre eles contam-se Daniel Boulud, Anthony Bourdain, Melissa d'Arabian, Daniel Bork, Tyler Florence, Simon Hopkinson, Robert Irvine, Nigel Slater, Delia Smith, Martha Stewart, Michael Symon, Olivier Anquier e Alice Waters.